# Urda
Urda – gmina w Hiszpanii, w prowincji Toledo, w Kastylii-La Mancha, o powierzchni 217,82 km². W 2011 roku gmina liczyła 3056 mieszkańców.